# Aartsbisdom Osaka-Takamatsu
Het aartsbisdom Osaka-Takamatsu (Latijn: Archidioecesis Osakensis-Takamatsuensis, Japans: 大阪・高松) is een in Japan gelegen rooms-katholiek aartsbisdom met zetel in de stad Osaka. De aartsbisschop van Osaka-Takamatsu is metropoliet van de kerkprovincie Osaka-Takamatsu waartoe ook de volgende suffragane bisdommen behoren:
- Bisdom Hiroshima
- Bisdom Kyoto
- Bisdom Nagoya

Het bisdom omvat de prefecturen Osaka, Hyogo en Wakayama.

## Geschiedenis
Op 20 maart 1888 richtte paus Leo XIII uit delen van het apostolisch vicariaat Zuid-Japan het vicariaat Centraal-Japan op. In 1891 werd het vicariaat met de apostolische constitutie Non maius Nobis verheven tot bisdom en omgedoopt tot bisdom Osaka. Het bisdom werd suffragaan aan het aartsbisdom Tokio. Op 27 januari 1927 werd uit delen van het bisdom Osaka de apostolische prefectuur Shikoku opgericht. Op 4 mei 1923 werd een deel van het grondgebied afgestaan voor de oprichting van het vicariaat Hiroshima en op 17 juni 1937 voor de oprichting van de apostolische prefectuur Kyoto.
Op 24 juni 1969 werd Osaka door paus Paulus VI met de apostolischen constitutie Quamquam Ecclesiae tot aartsbisdom verheven.
Op 15 augustus 2023 werd het aartsbisdom Osaka samengevoegd met het bisdom Takamatsu tot een nieuw metropolitaan aartsbisdom Osaka-Takamatsu.

## Bisschoppen van Osaka-Takamatsu

### Apostolisch vicaris van Centraal-Japan
- 1888–1891: Félix-Nicolas-Joseph Midon MEP

### Bisschop van Osaka
- 1891–1893: Félix-Nicolas-Joseph Midon MEP
- 1893–1896: Henri-Caprais Vasselon MEP
- 1896–1917: Jules-Auguste Chatron MEP
- 1918–1940: Jean-Baptiste Castanier MEP
- 1941–1969: Paul Yoshigoro Taguchi

### Aartsbisschop van Osaka
- 1969–1978: Paul Yoshigoro Taguchi
- 1978–1997: Paul Hisao Yasuda
- 1997–2014: Leo Jun Ikenaga SJ
- 2014–2023: Thomas Aquino Manyo Maeda

### Bisschop van Takamatsu
- 1963-1977: Franciscus Xaverius Eikichi Tanaka
- 1977-2004: Joseph Satoshi Fukahori
- 2004-2011: Francis Xavier Osamu Mizobe, S.D.B.
- 2011-2022: John Eijiro Suwa

### Aartsbisschop van Osaka-Takamatsu
- 2023–heden: Thomas Aquino Manyo Maeda